# Кошкарата (Байдібека район)
Кошкарата́ (каз. Қошқарата) — село у складі району Байдібека Туркестанської області Казахстану. Входить до складу Борлисайського сільського округу.
До 1992 року село називалось Михайловка.
Населення — 783 особи (2021; 947 у 2009, 845 у 1999, 796 у 1989).